# Милосав Прелић
Милосав Мићо Прелић (Гуча, 7. мај 1933 — Београд, 11. март 2003) био је дипломирани правник и генерални секретар стручних служби Председништва СКЈ. 

## Биографија
Рођен у Гучи 1933. године, дипломирао је на Правном факултету у Београду. Био је омладински и партијски руководилац, секретар ЦК СОЈ (1961–1965), секретар Универзитетског комитета СКС у Београду (1965–1968), начелник Одељења за информације ЦК СКЈ (1968–1969). Биран за члана ЦК СКЈ. Био председник Југословенског савеза организација за физичку културу (ЈСОФК) од 1965.